# Veronica Bekoe
 (mai 2020).
Veronica Bekoe est une biologiste ghanéenne. Elle est surtout connue pour l'invention du Veronica bucket (en),.

## Biographie

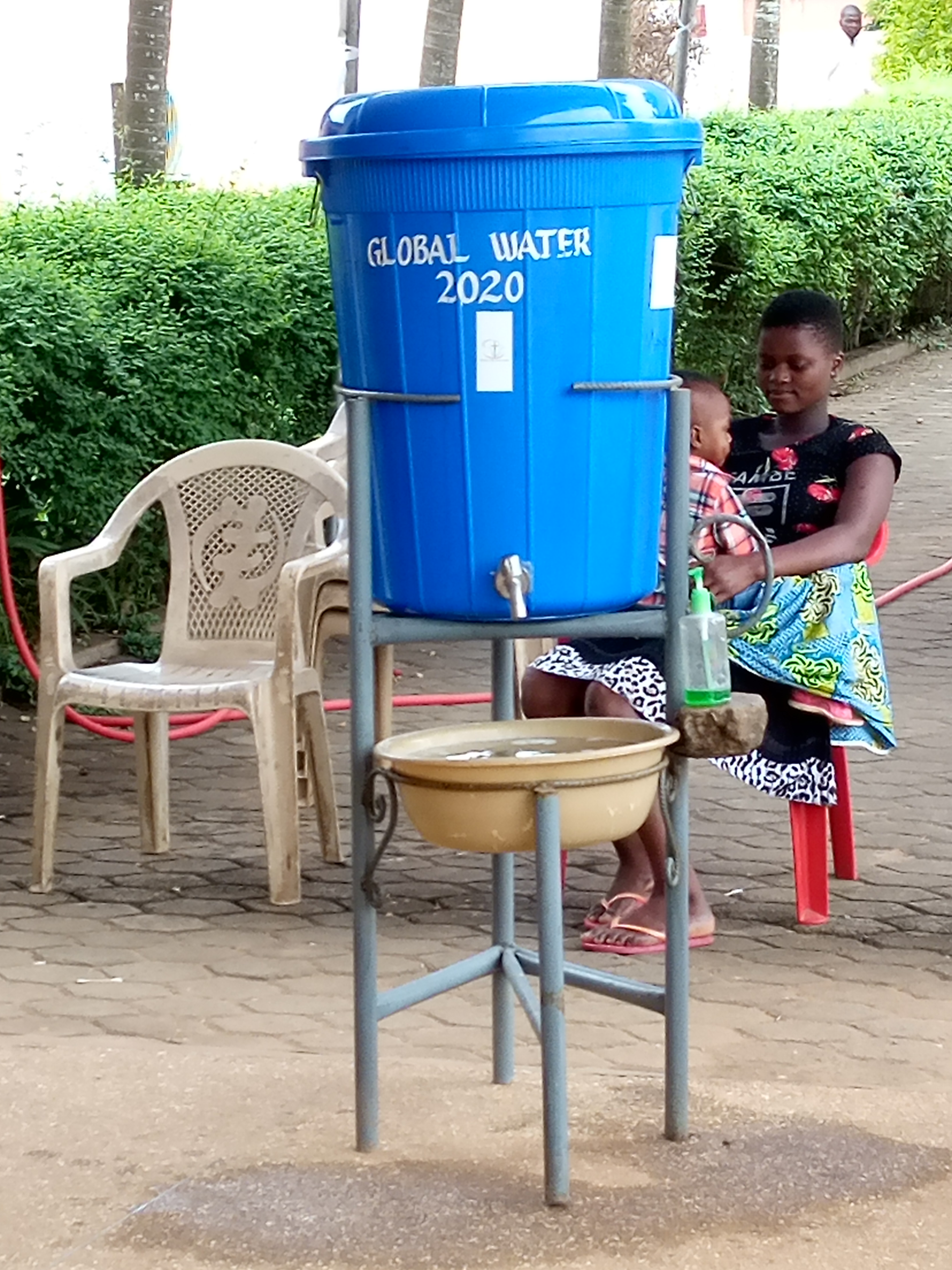
Veronica Bucket.

Bekoe fait des études à l'université des sciences et technologies Kwame Nkrumah (KNUST) entre 1968 et 1972. Par la suite, de 1972 à 2008, elle entame une carrière dans le système de santé ghanéen (en),.
En 2023, Lors de la cérémonie des National Honours and Awards, le président Nana Addo Dankwa Akufo-Addo a honoré l'innovatrice Bekoe connue pour la contribution de  Veronica Bucket à la lutte contre des maladies telles que le Coronavirus.
Au cours de sa carrière, Veronica Bekoe constate que l'absence d'eau courante fait en sorte que plusieurs personnes doivent laver leur main dans un même bol d'eau, ce qui facilite la transmission de maladies contagieuses ainsi que d'infections. En conséquence, elle invente un dispositif sanitaire permettant le lavage des mains et qui sera éventuellement nommé le "Veronica Bucket". À l'origine, le dispositif a été inventé pour lutter contre la prolifération du choléra, de la diarrhée ainsi que d'autres maladies contagieuses. En 2020, il est utilisé largement sur le continent africain afin de lutter contre la pandémie de Covid-19,,,,,,.